# Kanonsko pravo
Kanonsko pravo je zbirka cerkvenih zakonov, ki urejajo delovanje in odnose znotraj posameznih Cerkva. Osnova kanonskega prava Rimskokatoliške Cerkve so predpisi, ki so bili sprejeti na prvih sedmih ekumenskih koncilih. Ti predpisi se imenujejo kánoni  (grško: κανών, pravilo, določilo ali ukrep). V Pravoslavni cerkvi spadajo v kanonsko pravo v ožjem smislu samo predpisi, ki so bili sprejeti na cerkvenih zborih od 4. do 9. stoletja, vsa druga določila pa se običajno imenujejo pravila. 

## Katoliška cerkev
V Rimskokatoliški Cerkvi je kanonsko pravo zbirka predpisov, ki jih je sprejela Cerkev in se nanašajo na življenje vernikov, medcerkvene odnose in odnose z javnostjo. 
Predpisi določajo: 
- pravne kanonske odnose glede na pravni položaj vernikov znotraj Cerkve,
- način izvajanja teh odnosov,
- hierarhijo sastavnih delov Cerkve in njihove dejavnosti in
- obnašanje vernikov.

Glede na to, da Cerkev zase trdi, da je božja in človeška stvaritev, vsebuje tudi kanonsko pravo predpise božjega porekla (božje pravo) in predpise človeškega porekla (civilno pravo). Predpisov božjega porekla se s predpisom, ki bi ga sprejeli ljudje, ne da spremeniti, medtem ko civilni del prava izhaja iz zakonite cerkvene oblasti, ki jo predstavljajo, na primer, rimski papež in ekumenski zbor.

### Zgodovina katoliškega kanonskega prava
Katoliška cerkev ima eno najstarejših še živih pravnih tradicij, ki se začenjajo z zapovedmi v Stari in Novi zavezi, v katero so vključena tudi dela apostolov. V zakonske predpise Cerkve so se postopoma vnašala tudi določila ekumenskih koncilov ter pravo in običaji rimskega, vizigotskega, saksonskega in keltskega porekla ter izkušnje iz kasnejšega razvoja Cerkve.
Predpisi ekumenskih koncilov, ki so jih tudi na Vzhodu sprejeli kot kanonske, so se na Zahodu kasneje dopolnjevali s predpisi, ki so se sprejeli na lokalnih cerkvenih zborih in predpisi, ki jih je določil rimski škof (papež). Ko je šlo na Zahodu za disiplinska vprašanja ali vprašanja nauka vere, je imel odločilno besedo vedno rimski škof. 
Prvi, ki je poskušal kanonske zakone sistematično urediti, je bil v 11. stoletju menih-puščavnik Gracijan v Decretum Gratiani, prvi uradni zbornik kanonov, imenovan Liber extra, pa je leta 1234 izdal Gregor IX. Za njim je Bonifacij VIII. objavil Liber sextus (1298), Klemen V. pa tako imenovane Clementines (1317).
Do leta 1917 je število kanonov naraslo na okrog 10.000. Zaradi spremenjenih zgodovinskih okoliščin mnogi od njih niso bili več niti življenjski niti izvedljivi. To je vzpodbudilo papeža Pija X. da je ukazal pripravo Zakonika kanonskega prava v eni sami knjigi z jasno določenimi zakoni. Komisija, ki je izdelovala novi zakonik, je delo končala v času Benedikta XV. ki je zakonik tudi objavil. Zakonik Codex juris canonici je bil uradno izdan leta 1917, veljati pa je začel šele naslednje leto. V Zakonik so poskušali vnesti vse predpise, ki jih je Cerkev sprejela v svoji zgodovini.

### Sodobno katoliško kanonsko pravo
Po Drugem vatikanskem koncilu (1962–1965), ki ga je sklical papež Janez XXIII. je postalo jasno, da bo v novonastalih razmerah v Rimskokatoliški cerkvi potreben tudi nov pravni zakonik. Po skoraj dveh desetletij razprav in številnih osnutkih novega Zakonika je papež Janez Pavel II. 25. januarja 1983 objavil nov Zakonik cerkvenega prava (Codex iuris canonici). Vzhodne katoliške Cerkve so priprave Zakonika kanonov vzhodnih Cerkva zaključile leta 1990.
V Rimskokatoliški cerkvi so poleg Zakonika kanonskega prava v veljavi tudi drugi predpisi, ki v Zakoniku niso posebej zapisani, ter odredbe Svetega sedeža, ki jih je objavil papež ali katera druga cerkvena ustanova. Del kanonskega prava so zato tudi liturgijski predpisi.

## Pravoslavne Cerkve

### Kanoni prvih ekumenskih in lokalnih cerkvenih koncilov
Kanonsko pravo Pravoslavne Cerkve sestavljajo cerkveni zakoni, pravila in določila krščanske etike, bogoslužja, discipline klerikov in redovnikov ter cerkvene organizacije in jurisdikcije, ki so jih izglasovali na ekumenskih ali na lokalnih cerkvenih zborih. V Pravoslavni Cerkvi se teh zakonov ne držijo tako strogo kot v Katoliški Cerkvi. Zakoni se uporabljajo bolj svobodno in skladno z zgodovinskim in družbenim okoljem vsake posamezne lokalne Cerkve. 
Grško govoreči pravoslavni verniki so kanone zbrali v zborniku z naslovom Pedalion (Πεδαλιον), ki nikakor ni primerljiv s katoliškim Zakonikom kanonskega prava, ampak je bolj podoben zborniku tolmačenj.

### Ostali kanoni
Nekatere Pravoslavne Cerkve sprejemajo svoje lastne kanone oziroma pravila. Ti kanoni se nanašajo na disciplino posta, spoštovanje ikon, zakona, razveze, posvečanje župnikov, disciplino klerikov in redovnikov, sodelovanju laikov v delovanju Cerkve, hierarhične stopnje, častni vrstni red eparhij, medcerkvene odnose, odnose z javnostjo itd.